# Пюзант Касабян
Проф. д-р Пюзант Касабян е виден български спортен деятел – състезател (главно по бадминтон), треньор, спортен лекар и функционер.

## Биография
Роден е в Хасково на 12 януари 1941 година. Като дете Пюзант не избира футбола като повечето си връстници, отначало го грабва баскетболът. През 1952 г. в града е донесена първата баскетболна топка, основан е и клуб, а повечето деца от Хасково се увличат по новия спорт.
Завършва Висшия медицински институт „И. П. Павлов" в Пловдив (1970), след което и ВИФ (1977) със специалности „Тенис" и „Педагогически профил". Работи за кратко като лекар в Спортния диспансер в Хасково.
След посещение в СССР донася първите ракети за бадминтон (1965) и с брат си Арсен основава в Хасково първия клуб по този спорт през 1968 г. Бил е треньор на местния отбор по бадминтон и старши треньор на националния отбор – мъже и жени, повече от 20 години, включително и за Олимпийските игри в Барселона. Председател е на Българската федерация по бадминтон от 1992 г. Член е на ръководството на Европейския съюз по бадминтон.
Д-р Касабян популяризира в България още 2 спорта – скуош (1980) и ракетлон (2002).

## Отличия
Пюзант Касабян е първият носител на почетното звание „Почетен гражданин на град Хасково“. Награден е с орден „Стара планина", „Орден на труда", почетна награда на БОК, почетен знак от Международната федерация по бадминтон и почетен диплом от МОК.